# Турсуной Саідазімова
Турсуною Саідазімова (узб. Tursunoy Saidazimova; (1911 , Ташкент, Туркестанське генерал-губернаторство  — 19 травня 1928 , Бухара, Узбецька Радянська Соціалістична Республіка ) — одна з перших узбецьких акторок в Узбецькій РСР і однією з перших, хто співав на сцені без покривала. Була вбита своїм чоловіком за накликане на сім'ю «безчестя», незабаром після завершення своєї кар'єри

## Життєпис
Турсуна Саідазімова народилася в 1911 році в Ташкенті (Сирдар'їнська область Російської імперії). З 1924 по 1927 рік вона вивчала театральне мистецтво в трирічній узбецькій театральній студії, відкритій при Узбецькому Будинку освіти в Москві, де була ученицею драматурга і поета Хамзи Ніязі. Саме він і переконав її виступати в опері. З 1927 року і до смерті була акторкою Узбецького державного театру, де в багатьох виставах вводила оперні арії. За прекрасний голос і співочий талант її прозвали «узбецьким соловейком».
На чоловіка тиснула його родина за те, що Турсуной Саідазімова «зганьбила» їх, виступаючи без чадри в 1928 році, коли вона була лише підлітком. У 1928 році в Бухарі 18-річна Турсуна Саідазімова, як «порушила честь сім'ї», була вбита своїм чоловіком, який завдав їй кілька ножових поранень. Смерть співачки була широко оплакувана узбецьким театральним співтовариством; Ніязі прочитав панегірик, який він написав на її похоронах, через що кілька людей почали плакати під час траурної процесії. Вірш, який Ніязі написав на згадку про смерть Турсуной, назвав її мученицею за мистецтво. Незважаючи на те, що її колегу Нурхон Йўлдошхўжаєву було вбито 1929 року за подібних обставин, Саідазімова також залишається в народній пам'яті, а її ім'я залишається присутнім в узбецькомовних театральних засобах масової інформації, частково завдяки популярності поеми Хамзи Ніязі «Турсуной Марсіясі», яка пояснювала історію її життя як мучениці.